# Крылово (Калининградская область)
Крыло́во  (до 1950 года — Но́рденбург, нем. Nordenburg) — посёлок в Правдинском районе Калининградской области. Входит в состав Железнодорожного городского поселения.
Самый южный населённый пункт области и всего Северо-Западного федерального округа. Расположен близ границы с Польшей. По южной окраине посёлка проходят инженерно-технические заграждения, за которыми начинается недоступная для посещения приграничная зона.

## Население
В 1867 году в городе проживало 2764 человека, в 1880 году — 2515 человек, в 1910 году — 2149 человек. 

В январе 1947 года численность населения составляла 137 жителей, в октябре 1947 года — 36 жителей.
| 2002 | 2010 |
| ---- | ---- |
| 756  | ↗785 |

## История
Первое письменное упоминание о поселении было помещено в "Новой прусской хронике" Виганда Марбургского (завершена ок. 1394 г.) в связи с набегом литовцев-язычников, состоявшимся в 1366 г. В XIV в. здесь, на территории Бартии, был построен небольшой замок Тевтонского ордена, позднее были расселены колонисты.
Основание города Норденбург принято относить к 1405 году. 24 июля 1407 года община получила от орденского гохмейстера Ульриха фон Юнгингена привилегию на Кульмское право.
После Второй Мировой войны посёлок вошёл в состав Гердауэнского (Железнодорожного) района. 5 июля 1950 года Норденбург был переименован в Крылово. С декабря 1962 года посёлок стал относиться к Правдинскому району.
В поселке есть средняя школа.

## Объекты культурного наследия
Руины кирхи 1409 года, является объектом культурного наследия регионального значения. На постаменте из полевых камней южнее кирхи в 2005 установлен валун с памятной доской из чёрного мрамора, на которой высечена надпись: «Камень заложен в честь 600-летия посёлка Крылово (Норденбург) 1405 г. — 2005 г.»
- Руины кирхи(2025г)
- Памятный камень